# Michal Shejbal
Michal Shejbal [ˈmixaɫ ˈsɦɛjbaɫ] (* 23. Januar 1985 in Košice) ist ein slowakischer Handballspieler.

## Karriere
Der 1,96 m große Torwart spielte bis Dezember 2008 bei TUSEM Essen. Anschließend hütet er ab Februar 2009 das Tor vom schwedischen Erstligisten IFK Skövde HK. Nach der Saison wechselte er zum ungarischen Verein Kecskeméti KSE, den er in Richtung seines Heimatvereins 1. MHK Košice verließ. Anfang 2011 wechselte er in die 2. Bundesliga zum HSC 2000 Coburg. Nachdem er sich in der Saison 2011/12 bei seinem Heimatverein in Kosice fit gehalten hatte, zerschlug sich 2012 ein Angebot aus Katar. Im Oktober 2012 unterschrieb er schließlich einen Vertrag beim österreichischen Erstligisten UHK Krems. 2016 wechselte er in die Nationalliga A zum TSV St. Otmar St. Gallen. Mit Ende der Saison 2017/18 wurde der Vertrag des Slowenen nicht verlängert, damit war Shejbal vereinslos. Im November 2018 wurde der Torwart dann erneut vom UHK Krems verpflichtet.

## Länderspiele
Slowakei: 
- 43 Juniorenauswahl (Stand: 2006)
- 20 A-Länderspiele

## Erfolge
- UHK Krems
  - Österreichischer Meister 2018/19
  - Österreichischer Pokalsieger 2018/19